# Charles Piroth
Charles Jean Clément Piroth (Champlitte, 14 août 1906 – Ðiện Biên Phủ, 15 mars 1954), est un officier d'artillerie français.

## Biographie
Né à Champlitte dans la Haute-Saône, il est le fils d'un brasseur Charles Piroth et de Marie Mathilde Bogli.
Il se marie à Champlitte, le 30 août 1926 avec Odette Marie Maillot.
Il est vétéran de la campagne d'Italie pendant la Seconde Guerre mondiale. Il sert ensuite au Viêt Nam pendant la Guerre d'Indochine.
Grièvement blessé en 1946 dans une embuscade việt minh, il est amputé du bras gauche sans anesthésie.
Chevalier de la Légion d’honneur depuis 1940, il est nommé commandeur de l’ordre le 30 décembre 1948.
Il est désigné pour commander l'artillerie du GONO (Groupement Opérationnel du Nord-Ouest), pendant la bataille de Diên Biên Phu.
Ayant cru impossible que les Vietnamiens soient en mesure de faire un tir de préparation pour cette bataille, il constate que l'artillerie française s'avère incapable de riposter aux coups de l'artillerie việt-minh qui pour une part est répartie à contre-pente est de ce fait invisible et intouchable et dont l'autre partie est parfaitement à l'abri dans des grottes.
En proie à une grave dépression, il se donne la mort le 15 mars 1954  en se faisant exploser une grenade contre la poitrine.

## Décorations
Commandeur de la Légion d'honneur (décret du 30 décembre 1948)

 Croix de guerre 1939-1945, palme de bronze (deux citations à l'ordre de l'armée)

 Croix de guerre des Théâtres d'opérations extérieurs